# 岩並秀一
岩並 秀一（いわなみ しゅういち、1958年〈昭和33年〉11月19日 - ）は、日本の海上保安官。第45代海上保安庁長官。

## 経歴
東京都出身。東京都立武蔵高等学校を経て、海上保安大学校（通信）に合格し、海上保安大学校入学。1981年3月に海上保安大学校本科を卒業。
第三管区海上保安本部次長、第二管区海上保安本部長、警備救難部長を歴任。
2017年（平成29年）4月1日、海上保安監に就任する。
2018年（平成30年）7月31日、海上保安庁長官に就任する。
2020年（令和２年）1月7日、辞職。
2020年（令和２年）8月1日、三菱重工業株式会社顧問。

## 年表
- 1977年04月：海上保安庁採用
- 1981年03月：海上保安大学校本科卒業
- 1997年
  - 04月：海上保安庁警備救難部航行安全課航行指導室専門官
  - 07月：海上保安庁総務部秘書課長官秘書
- 1998年07月：海上保安庁第三管区海上保安本部警備救難部航行安全課長
- 1999年04月：海上保安庁警備救難部救難課専門官
- 2000年04月：海上保安庁警備救難部警備第二課補佐官
- 2001年04月：海上保安庁警備救難部管理課長補佐
- 2003年04月：海上保安庁佐世保海上保安部巡視船ちくご業務監理官
- 2004年04月：海上保安庁警備救難部警備課
- 2006年04月：海上保安庁敦賀海上保安部長
- 2008年04月：海上保安庁第五管区海上保安本部警備救難部長
- 2010年10月：海上保安庁警備救難部警備課領海警備対策官
- 2011年09月：海上保安庁警備救難部警備課長
- 2013年04月01日：海上保安庁第三管区海上保安本部次長[4]
- 2014年04月01日：海上保安庁第二管区海上保安本部長[5]
- 2016年06月21日：海上保安庁警備救難部長[6]
- 2017年04月01日：海上保安監[7]
- 2018年07月31日：海上保安庁長官[8]
- 2020年01月07日：辞職[9]
- 2020年08月01日：三菱重工業株式会社顧問[3]